# Osøyro
Osøyro - tidligere Ivar Aasens landsmålsvariant Osøyri og riksmålsvarianten Osøren - er administrationscentrum i Bjørnafjorden kommune i Vestland fylke i Norge.
Stedet ligger på sydøstsiden af Bergenshalvøen ved Fusafjorden og udløbet af Oselva, og havde pr 1. januar 2019 13.911 indbyggere.
Osøyro blev kaldet Framnes (= det fremstikkende næs), inden navnet Os fæstede sig. Stedet voksede frem mellem gårdene Os og Hauge, og fik sit navn efter gården Os, tilføjet endelsen -øyr (= afsætning af grus og sand langsmed en elv) - bestemt form -øyro.
Før gik den gamle postvej fra Bergen til Stavanger gennem Osøyro. Ellers lå her kun nogle bådhuse tilhørende de nærmeste gårde. Mellem 1894 og 1935 havde Osøyro jernbaneforbindelse til Bergen med den smalsporede Nesttun-Osbane, der blev udkonkurreret af sine egne busruter.
Osøyro er et af Os kommunes fire officielle tettsteder (= tæt bebyggede områder). De tre andre er Søfteland, Søre Øyane og Søvik. På Osøyro ligger Os kirke, bygget i 1870. En middelalderkirke på stedet var sandsynligvis en stavkirke, afløst i 1624 af en tømmerkirke. I 1328 fremgår det af et brev, at der var præst og præstegård på Os.
På Osøyro ligger også kulturhuset Oseana og Os gymnasium. Omkring rådhuset er der en ret urban bebyggelse med butikker og servicefunktioner, mens Osøyro ellers er præget af boligfelter og erhvervsområder.
I området ligger Ulven lejr, oprettet for militæret i 1870'erne, og benyttet af tyskerne som fangelejr under anden verdenskrig. I dag er Ulven kendt for sit rige fugleliv.
I nærheden af Osøyri finder man også Solstrand fjordhotel og kysthospitalet Hagevik.
Osøyro er tyngdepunktet på den sydlige del af Bergenshalvøen, hvor færdselsårene er E39 og fylkesvei 552. En firefelts motorvej står foran færdigstillelse fra Rådal i Bergen kommune til Svegatjørn i Os kommune.
Der er færgeforbindelser til Fusa (Hatvik-Venjaneset), Tysnes (Halhjem-Våge) og Fitjar (Halhjem-Sandvikvåg).
Færgen fra Bergen til Rosendal standser også ved Osøyro kaj.

## Referanser
1. ↑  Tettsteder. Folkemengde og areal, etter kommune. 1. januar 2012 Statistisk sentralbyrå
2. 1 2  "Arkiveret kopi" (PDF). Arkiveret fra originalen (PDF) 21. februar 2021. Hentet 27. maj 2020.
3. ↑  Osøyro – Store norske leksikon
4. ↑  Tettsteders befolkning og areal - SSB
5. ↑  https://www.kartverket.no/standard/sosi/html_33/navn/navn.pdf (2-11)
6. ↑  Kulturminneside | Kulturminnesøk
7. ↑  Oseana Kunst og Kultursenter | Ei verd av inspirasjon
8. ↑  "Ulven". Arkiveret fra originalen 22. september 2020. Hentet 27. maj 2020.
9. ↑  "Solstrand". Arkiveret fra originalen 8. juli 2019. Hentet 27. maj 2020.
10. ↑  Kysthospitalet i Hagevik - Helse Bergen
11. ↑  E39 Svegatjørn–Rådal | Statens vegvesen
12. ↑  https://rodne.no/wp-content/uploads/2020/02/HFE-Schedule-2020-eng.pdf (Webside+ikke+længere+tilgængelig)